# Курашим
Курашим — село в Пермском районе Пермского края. Входит в состав Кукуштанского сельского поселения.

## География
Село расположено на реке Курашимовка (Курашимка) (левый приток реки Бабка).

## История
Село образовалось в 1717 году в виде поселения старообрядцев и беглых крестьян. Получило развитие при частновладельческом медеплавильном заводе, основанном в 1740 году предпринимателем Г. П. Осокиным, пущенном в действие 1 января 1742 года. Название получило по реке Курашимовка (Курашимка); оно образовано от тюркского личного имени Карашим. Завод существовал до 1862 года, когда был закрыт в связи с убыточностью производства. После ликвидации заводского производства в среде жителей Курашима получили большое распространение кустарные промыслы, в частности сохоладный (изготовление крестьянских сох).

8 мая 1909 года большой пожар уничтожил в селе 164 двора. В 20-х годах XX века здесь находился детский дом (ликвидирован в начале 1924 года). С 15 февраля 1926 года работала профшкола (первое время — отделение Юговской профшколы). 7 июня 1928 года была зарегистрирована Курашимская артель по выработке подков и сельскохозяйственного инвентаря, которая послужила основой для промартели «Экипажник». «Экипажник» стал позднее, после 1950 года, обозным заводом (существовал до 1987 года). 6 апреля 1930 года возник колхоз «Ленинский путь», который в 1935 году был разукрупнен. 1 октября 1936 года создана межрайонная колхозная школа; первоначально она находилась в Перми на Липовой горе. На её базе выросло СПТУ — 75, переведенное в 1976 году в село Бершеть. 1 февраля 1965 года образован совхоз «Курашимский», который специализировался на выращивании племенного молодняка крупного рогатого скота.

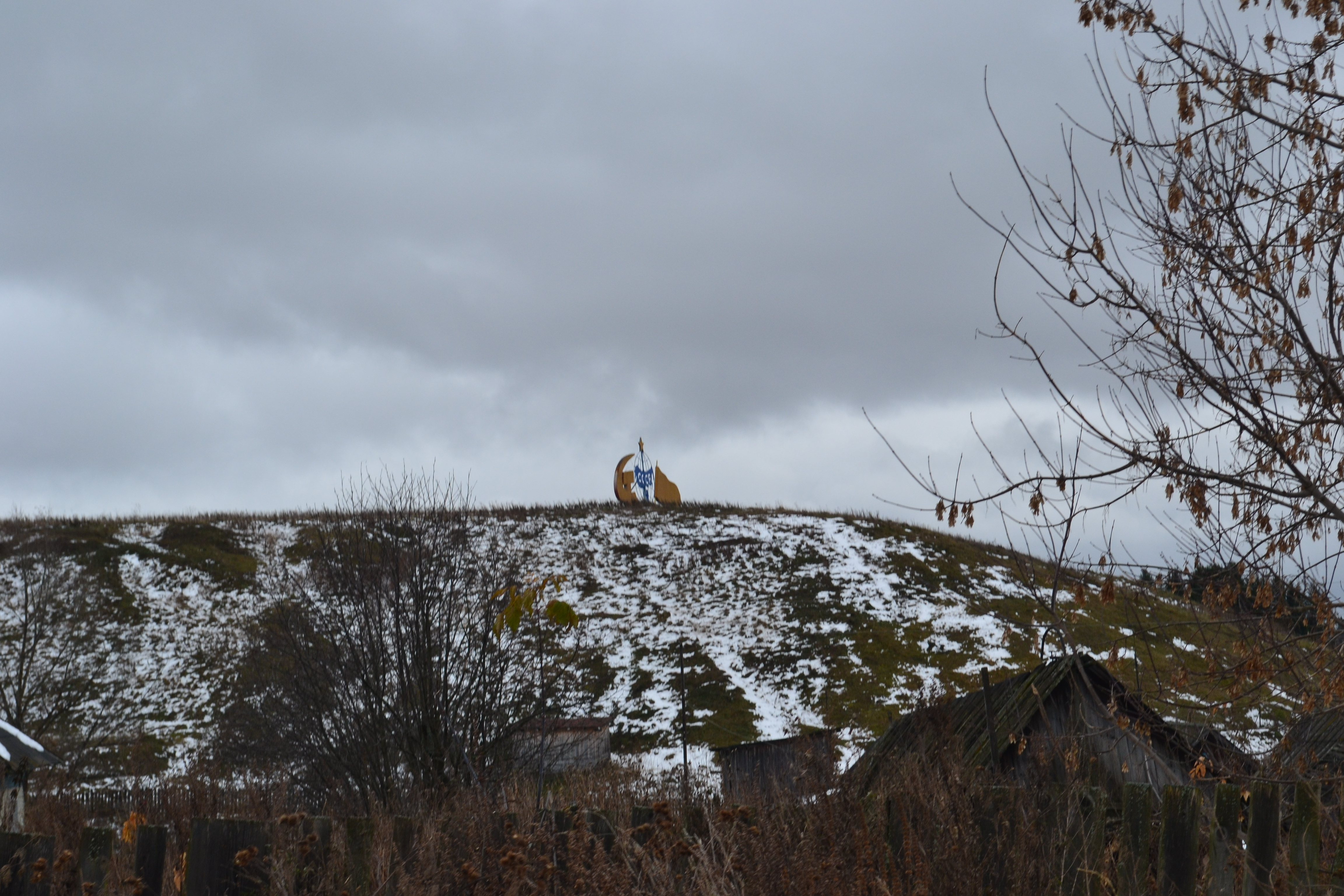
Памятник в Курашиме

Курашим в разное время являлся центром Курашимской волости Пермского уезда (с 1860-х годов), Курашимского сельского совета (до января 2006 года) и Курашимского сельского поселения (до июля 2008 года).
Во время второй мировой войны из ушедших на фронт жителей села больше 268 не вернулось.
Родина Героя Советского Союза Фёдора Старцева и Полного кавалера ордена Славы Чурекова Павла Егоровича.

## Население
| 2010 | 2021  |
| ---- | ----- |
| 2513 | ↘2202 |

## Топографические карты
- Лист карты O-40-90 Кунгур. Масштаб: 1 : 100 000. Состояние местности на 1988 год. Издание 1990 г.